# ISTQB
国际软件测试认证委员会（International Software Testing Qualifications Board， 简称ISTQB）是一个2002年11月在爱丁堡成立，在比利时合法注册的非营利软件测试质量认证组织。

## 认证级别
- 基础级（Foundation Level）
- 高级（Advanced Level）
  - 测试管理（Test Manager）
  - 测试分析（Test Analyst）
  - 技术测试分析（Technical Test Analyst）
  - 测试自动化（Test Automation）
  - 安全性测试（Security Testing）
- 专业级（Expert Level）
  - 测试过程改进（Improving the Test Process）
  - 测试管理（Test Management）